# Blizbor
Der Blizbor (deutsch: Bliesberg) ist ein 712 m hoher Berg im schlesischen Teil des Isergebirges in Polen. Der Blizbor liegt im Zackenkamm in der Gemeinde Mirsk südlichwestlich von Przecznica.

## Beschreibung
Der Gipfel ist vollständig mit Nadelwald bewachsen. An seinem Nordhang fließt der Przecznicki Potok. Der Berg besteht aus Graniten und Gneisen sowie Quarzen. Ab dem 18. Jahrhundert wurde hier Zink und Kobalt abgebaut.